# 1730-е годы
1730-е (ты́сяча семьсо́т тридца́тые) го́ды по григорианскому календарю — промежуток времени с 1 января 1730 года по 31 декабря 1739 года, включающий 1730 год 3-го десятилетия   и с 1731 по 1739 годы    4-го десятилетия XVIII века 2-го тысячелетия.  Они закончились 286 лет назад.

## Важнейшие события
- Турецко-персидская война (1730—1736)[1][2]. Свергнута династия Сефевидов (1501—1736), правление династии Афшаридов (1736—1796). Индийский поход Надир-шаха (1738—1739).
- Великая Северная экспедиция (1733—1743).
- Война за польское наследство (1733—1735). Венский мирный договор (1738).
- Австро-русско-турецкая война (1734—1739). Белградский мирный договор (1739), Россия вернула Азов, однако выход к Чёрному морю практически не был получен, поскольку по условиям мирного договора Россия не могла иметь на нём флота.
- Великая Северная экспедиция (1734—1744) для уточнения северных морских границ России и научного изучения Сибири и Крайнего Севера.

## Государственные деятели
- Анна Иоанновна, российская императрица из династии Романовых (1730—1740).
- Карл VII (Карл III), король Неаполя и Сицилии (1734—1759).

## Культура
- Дворец Мафра (1730).
- Летающий челнок[англ.] (патент — 1733).
- Биологическая систематика («Система природы» — 1735; Линней, Карл).
- Сент-Джон, Генри (1678—1751). «Письма об изучении и пользе истории» (1738).
- Юм, Дэвид (1711—1776). «Трактат о человеческой природе» (1739).

## Поселения
- Десятилетие, в которое впервые упоминается поселение на севере Крыма Армянский Базар.
- Основан город Барнаул (1730)